# Arquidiocese de Ruão
A Arquidiocese de Ruão (Archidiœcesis Rothomagensis) é uma arquidiocese da Igreja Católica situada em Ruão, na França. É fruto da elevação da Diocese de Ruão, erigida no século III. Seu atual arcebispo metropolita é Dominique Julien Claude Marie Lebrun. Sua sé é a Catedral de Nossa Senhora de Ruão.
Possui 56 paróquias assistidas por 173 párocos e cerca de 80,8% da sua população jurisdicionada é batizada.

## História
A região de Ruão foi cristianizada desde o século III, provavelmente por missionários de Lyon (Lyon e Ruão sendo ligados pelo comércio). A tradição diz que São Nicácio que evangelizou o Vexin no terceiro século e foi martirizado com seus companheiros sobre as margens do Epte antes de chegar a Ruão. São Melão, que provavelmente era um discípulo de São Nicácio, se tornou o segundo bispo de Ruão.
Em 744 o arcebispo Grimão recebeu o Pálio do Papa Zacarias. São Remígio era o bispo de Ruão, após meados do século VIII na França e foi um dos primeiros a defender a adoção do rito romano no lugar do rito galicano.
Após a Concordata com a bula Qui Christi Domini do Papa Pio VII de 29 de novembro de 1801, a arquidiocese cedeu partes do território para a diocese de Versalhes, Evreux e Beauvais. Com o episcopado do Cardeal Bonnechose (1858 - 1883), a arquidiocese voltou ao rito romano.
Os arcebispos de Ruão levam o título de primaz da Normandia. Este título tem origens antigas. Os pontífices, a pedido do arcebispo de Lyon, num primeiro momento rejeitaram as alegações dos arcebispos de Ruão com duas bulas do Papa Gregório VII em 1070 e outra do Papa Celestino II em 1144. Mas depois, o Papa Calisto III reconheceu a classificação primacial de Ruão com duas bulas de 1457 e 1458.

## Prelados

### Bispos
- São Nicácio (?) † (250 - 260 ?)
- São Melão † (circa 260 - 311)
- Santo Aviciano † (antes de 314 - circa 325)
- São Severo † (? - circa 341 )
- Eusébio † (antes de 344 - depois de 346)
- Marcelino † (circa 366 - circa 385)
- Pedro † (circa 385 - circa 393)
- São Victrício † (circa 393 - circa 417)
- Inocêncio † (circa 418 - circa 426)
- Santo Evódio I † (circa 426)
- Silvestre † (circa 433)
- Malsão † (circa 450)
- São Germano † (circa 461)
- Crescêncio † (circa 480)
- São Godardo † (circa 490 - 525)
- São Flávio † (circa 533 - circa 541)
- Santo Evódio II † (circa 542 - 550 ?)
- São Pretestato † (550 - 586)
- Melâncio † (circa 589 - circa 601)
- Idulfo † (circa 602 - circa 626)
- São Romano † (631 - 639)
- Santo Audoeno † (641 - 684)
- Santo Ansberto † (684 - 695)
- Grifo † (696 - 713 ?)
- Rolando (ou Roberto) † (circa 713 - 720)
- Santo Hugo I † (722 - 730)
- Ratberto † (circa 730 - 734)

### Arcebispos
- Grimão † (antes de 744 - circa 745)
- Ragenfrido † (745 - 753)
- São Remigio † (753 - 772)
- Mainardo † (772 - 799)
- Gilberto † (800 ? - 828)
- Ragnoardo † (828 - 837)
- Gombaldo, O.S.B. † (838 - 849)
- Paulo † (850 - 855)
- Guanelão † (855 ou 856 -869)
- Adalardo † (antes de 871 - 872)
- Riculfo † (872 - 875)
- João † (876 - circa 888)
- São Leão de Carentano † (? - 889)
- Guitão † (889 - circa 910)
- Francão † (912 - 919)
- Gontardo † (919 - 942)
- Hugo II de Cavalcamp, O.S.B. † (942 - 989)
- Roberto II † (990 - 1037)
- Maugério † (1037 - 1055)
- São Maurílio, O.S.B. † (1055 - 1067)
- João de Avranches (ou de Bayeux) † (1069 - 1079)
- Guilherme Boa-Alma † (1079 - 1110)
- Godofredo, o Bretão † (1111 - 1128)
- Hugo de Boves, O.S.B. † (1129 - 1164)
- Rotrou † (1165 - 1183)
- Gualtério de Coutances † (1184 - 1207)
- Roberto Pulaino † (1208 - 1221 ou 1222)
- Tibaldo de Amiens † (1222 - 1229)
- Maurício † (1231 - 1235)
- Pedro de Colmieu † (1236 - 1244)
- Eudes Clemente † (1245 - 1247)
- Eudes Rigaldo, O.F.M. † (1248 - 1275)
- Guilherme de Flavacourt † (1276 - 1306)
- Bernardo de Fargis † (1306 - 1311)
- Egídio Aicelino de Montaigut † (1311 - 1318)
- Guilherme de Durfort † (1319 - 1330)
- Pedro Rogério de Beaufort-Turenne, O.S.B. † (1330 - 1338[2])
- Almerico Guenaldo † (1339 - 1343)
- Nicolau Rogério, O.S.B. † (1343 - 1347)
- João de Marigny † (1347 - 1351)
- Pedro de la Forêt † (1352 - 1356)
- Guilherme de Flavacourt † (1357 - 1359)
- Filipe d'Alençon † (1359 - 1375)
- Pierre de la Jugié, O.S.B.Clun. † (1375 - 1375)
- Guilherme de Lestranges † (1375 - 1389)
- Guilherme de Vienne, O.S.B. † (1389 - 1407)
  - João de Armagnac † (1407 - 1408) (bispo eleito)
- Luís de Harcourt † (1409 - 1422)
- João de la Rochetaillée † (1423 - 1426 nomeado administrador apostólico)
  - João de la Rochetaillée † (1426 - 1431) (administrador apostólico)
- Hugo des Orges † (1431 - 1436)
- Luís de Luxemburgo † (1436 - 1443)
- Raul Roussel † (1444 - 1452)
- Guillaume d'Estouteville, O.S.B.Clun. † (1453 -1483)
- Robert de Croixmare † (1483 - 1493)
- Georges I d'Amboise † (1494 - 1510)
- Georges II D'Amboise † (1511 - 1550)
- Carlos de Bourbon-Vendôme † (1550 - 1590)
- Carlos II de Bourbon-Vendôme † (1590 - 1594)
  - Sede vacante (1594-1597)
- Carlos III de Bourbon † (1597 - 1604)
- François de Joyeuse † (1604 - 1615)
- François de Harlay de Champvallon, sr. † (1615 - 1651)
- François de Harlay de Champvallon, jr. † (1651 - 1671)
- François de Rouxel de Médavy † (1671 - 1691)
- Jacques-Nicolas de Colbert † (1691 - 1707)
- Claude-Maure d'Aubigné † (1708 - 1719)
- Armand Bazin de Besons † (1719 - 1721)
- Louis de La Vergne de Tressan † (1724 - 1733)
- Nicolas-Charles de Saulx-Tavannes † (1733 - 1759)
- Dominique de La Rochefoucauld † (1759 - 1800)
  - Sede vacante (1800-1802)
- Etienne-Hubert de Cambacérès † (1802 - 1818)
- François de Pierre de Bernis † (1819 - 1823)
- Gustave-Maximilien-Juste de Croÿ-Solre † (1823 - 1844)
- Louis-Marie-Edmont Blanquart de Bailleul † (1844 - 1858)
- Henri-Marie-Gaston Boisnormand de Bonnechose † (1858 - 1883)
- Léon-Benoit-Charles Thomas † (1883 - 1894)
- Guillaume-Marie-Romain Sourrieu † (1894 - 1899)
- Edmond-Frédéric Fuzet † (1899 - 1915)
- Louis-Ernest Dubois † (1916 - 1920)
- Pierre-Florent-André du Bois de la Villerabel † (1920 - 1936)
- Pierre-André-Charles Petit de Julleville † (1936 - 1947)
- Joseph-Marie-Eugène Martin † (1948 - 1968)
- André Pailler † (1968 - 1981)
- Joseph Marie Louis Duval † (1981 - 2003)
- Jean-Charles Marie Descubes (2004 - 2015)
- Dominique Julien Claude Marie Lebrun (desde 2015)